# Съезд писателей СССР
Съезд писателей СССР — Высший орган Союза писателей СССР. Проводился в Москве.

Советский плакат, посвящённый первому съезду

Согласно первоначальному уставу, принятому на  I учредительном съезде в 1934 году, должен был проводиться каждые три года, но последующие после 1934 года 20 лет (при жизни Сталина) не созывался и был проведён только в 1954 году, в этот год срок проведения Съезда был увеличен до одного раза в пять лет.
Всесоюзному съезду предшествовали съезды писателей союзных республик, на которых избирались делегаты будущего съезда в Москве.
Для ведения каждого съезда писателей избирались следующие органы: президиум, секретариат, мандатная комиссия, редакционная комиссия. В соответствии с уставом СП делегаты съезда или президиум СП избирали следующие органы: правление, секретариат, ревизионную комиссию.
На каждом съезде присутствовали ведущие партийные деятели, а ЦК КПСС и правление СП СССР обменивались приветственными посланиями.
| № съезда                                    | Дата            | Число делегатов |
| ------------------------------------------- | --------------- | --------------- |
| Первый Всесоюзный съезд советских писателей | 17.8.—1.9.1934  | 591             |
| Второй Всесоюзный съезд советских писателей | 15.—26.12.1954  | 720             |
| Третий съезд советских писателей            | 18.—23.5.1959   | 471             |
| Четвёртый съезд писателей СССР              | 22.—27.5.1967   | 473             |
| Пятый съезд писателей СССР                  | 29.6.—2.7.1971  | 497             |
| Шестой съезд писателей СССР                 | 21.6.—25.6.1976 | 462             |
| Седьмой съезд писателей СССР                | 30.6.—3.7.1981  | 496             |
| Восьмой съезд писателей СССР                | 24.6.—28.6.1986 | 543             |

Всего с 1934 по 1986 год прошло восемь съездов. 9-й съезд был назначен на май 1991 года, затем перенесён на осень, но вследствие путча и распада СССР так и не был проведён.